# Glaucidium
Glaucidium је род птица из породице правих сова. Род се састоји из неких 26 до 35 врста распрострањених широм света. Тачан број врста није могуће утврдити.
То су углавном сове мале величине. Већина њих лови ноћу, а исхрана им се састоји углавном од већих инсеката или других мањих животиња.
Glaucidium формира парафилетичку групу са родом Surnia.